# Казакова, Оксана Борисовна
Окса́на Бори́совна Казако́ва (род. 8 апреля 1975, Ленинград) — российская фигуристка, выступавшая в парном катании. В паре с Артуром Дмитриевым — олимпийская чемпионка (1998), бронзовый призёр чемпионата мира (1997), чемпионка Европы (1996) и двукратный бронзовый призёр чемпионатов России (1996, 1998).
Оксана Казакова — член Зала славы мирового фигурного катания (2015). Заслуженный мастер спорта России. После завершения карьеры — тренер по фигурному катанию.

## Биография
Оксана Казакова начала кататься на коньках в возрасте четырёх лет. Её первым партнёром в парном катании был Андрей Мохов, с которым она заняла четвёртое место на юниорском чемпионате мира в 1991 году. Затем на протяжении трёх сезонов Казакова выступала с Дмитрием Сухановым. Они были четвёртыми на последнем чемпионате СССР в декабре 1991 года и на чемпионате России в ноябре 1992 года, благодаря чему пара попала в сборную страны. На чемпионате мира 1993 года фигуристы финишировали пятнадцатыми.
В 1995 году встала в пару с Артуром Дмитриевым после того, как бывшая партнёрша Дмитриева — Наталья Мишкутёнок — завершила спортивную карьеру. Казакова и Дмитриев, тренировавшиеся у Тамары Москвиной на катке «Юбилейный» в Санкт-Петербурге, выиграли чемпионат Европы 1996 года и зимние Олимпийские игры 1998 года, а также были призёрами чемпионата мира и России. После завершения соревновательной карьеры пара выступала в ледовых шоу.
По мнению солиста балета и хореографа Дмитрия Ерлыкина, в программах Артура Дмитриева с Оксаной Казаковой было много хореографических находок для фигурного катания: парное вращение с вертикальным шпагатом вниз головой, подъёмы в верхние поддержки одной рукой и их окончание со сложными переворотами партнёрши на спине партнёра.
В 1996 году Казакова вышла замуж за Алексея Новицкого, но через четыре года брак распался. В 2004 году она вышла замуж второй раз, за бизнесмена Константина Коваленко. 18 марта 2005 года родила дочь — Ксению.
В 2006 году олимпийская чемпионка принимала участие в телешоу канала РТР «Танцы на льду», где выступала с актёром Сергеем Селиным. В 2007 году принимала участие в телешоу «Танцы на льду. Бархатный сезон» с певцом Олегом Газмановым. В 2008 году Казакова участвовала в шоу «Звёздный лёд» в паре с актёром Виктором Логиновым. В 2013 году выступала в канадском шоу «Battle of the Blades» (фигуристы, выступающие с хоккеистами) в паре с Владимиром Малаховым.
Оксана Казакова работала тренером по фигурному катанию в СШОР «Звёздный лёд», проводя занятия на льду «Юбилейного». В частности, она тренировала Ксению Озерову и Александра Энберта, Гордея Горшкова, Жана Буша и Катарину Гербольдт.
В 2015 году Казакова введена в Зал славы мирового фигурного катания.

## Государственные награды
- Кавалер ордена Почёта (1998 год) — за выдающиеся достижения в спорте, мужество и героизм, проявленные на XVIII зимних Олимпийских играх 1998 года[8].

## Результаты
(В паре с Андреем Моховым)
| Соревнования                 | 90/91 |
| ---------------------------- | ----- |
| Чемпионат мира среди юниоров | 4     |

(В паре с Дмитрием Сухановым)
| Соревнования     | 92/93 | 93/94 | 94/95 |
| ---------------- | ----- | ----- | ----- |
| Чемпионат мира   | 15    |       |       |
| NHK Trophy       |       | 4     |       |
| Nations Cup      | 3     |       | 2     |
| Чемпионат России | 4     | 5     | 4     |

(В паре с Артуром Дмитриевым)
| Соревнования     | 95/96 | 96/97 | 97/98 | 98/99 |
| ---------------- | ----- | ----- | ----- | ----- |
| Олимпийские игры |       |       | 1     |       |
| Чемпионат мира   | 5     | 3     |       |       |
| Чемпионат Европы | 1     |       | 2     |       |
| Финал Гран-при   |       | 2     | 3     |       |
| Cup of Russia    |       | 3     |       |       |
| Skate America    | 5     | 1     |       |       |
| Skate Canada     |       |       | 1     |       |
| Trophée Lalique  | 2     | 1     |       |       |
| Игры доброй воли |       |       |       | 2     |
| Чемпионат России | 3     | 4     | 3     |       |